# Do or Die (canción)
«Do or Die» (en español: «Matar o Morir») fue el primer sencillo (en la mayor parte del mundo) en ser lanzado de su álbum "Fame", su segundo álbum disco. Pertenece al lado A del álbum, junto con "Pride" y "Fame". La canción aparece como una versión bastante editada (de 3:22) con la canción en francés "Comme un oiseau qui s'envole" (no aparece en el álbum, sólo en la versión canadiense) como lado B. En la versión 12" incluyó una mezcla un poco más corta de la versión del álbum, y el lado B con una mezcla extendida de "Comme un oiseau qui s'envole ". El lado de "Do or Die", "Pride" y "Fame" alcanzó el #3 en el U.S. Billboard dance club play.
En 1985, "Do or Die" apareció en el álbum recopilatorio Island Life, junto con los éxitos disco "I Need A Man" (1975) y "La Vie en Rose" (1977).
Eartha Kitt grabó una versión de esta canción para el álbum I'm Still Here (1989).

## Lista de canciones
- US 7" sencillo (1978)

1. «Do or Die» (Versión de 7")  - 3:22
2. «Comme Un Oiseau Qui S'envole» (Versión de 7")  - 3:10

- US 12" sencillo (1978)IS1008

1. «Do or Die» (Mix 12") - 6:15
2. «Comme Un Oiseau Qui S'envole» - 4:30

- UK 12" sencillo (1978)

1. «Do or Die» (Mix 12") - 6:15
2. «Comme Un Oiseau Qui S'envole» - 4:30

- FR 12" sencillo (1978)

1. «Do or Die» (Mix 12")  - 6:15
2. «Comme Un Oiseau Qui S'envole» - 4:30

## Posicionamiento
| Lista musical (1977)          | Posición | Notas                      |
| ----------------------------- | -------- | -------------------------- |
| Billboard Hot Dance Club Play | 3        | Junto con "Fame" y "Pride" |